# Pierre Jacques Dierckx
Pour les articles homonymes, voir Dierckx.

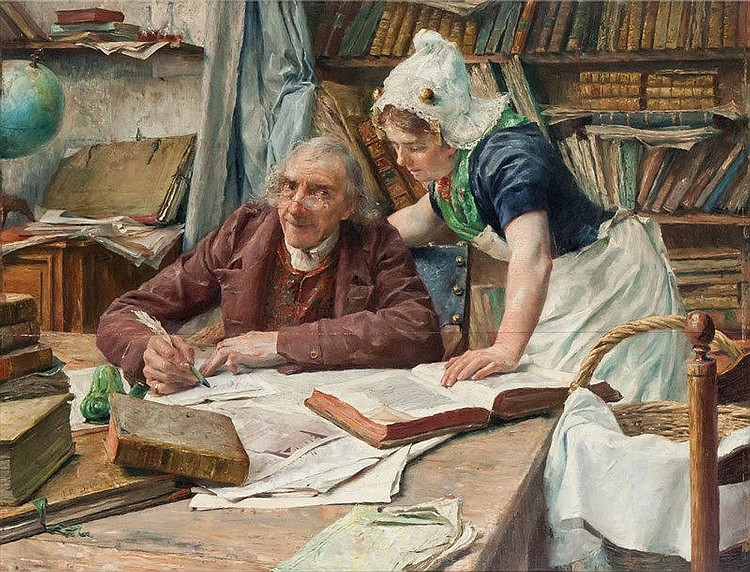

Pierre Jacques Dierckx, né le 27 juillet 1855 à Anvers et mort 22 mars 1947 à Bruxelles, est un peintre de genre, aquarelliste et décorateur belge.

## Biographie
Dierckx étudié à la Koninklijke Academie voor Schone Kunsten van Antwerpen avec Lucas Victor Schaefels, puis aux Beaux-Arts de Paris avec Paul Baudry et dans les ateliers de Georges Delfosse et Étienne Omer Wauquier. En 1879, il devient l'élève de Charles Verlat.
Le peintre entreprend des voyages d'étude en Italie, en Bretagne et en Hollande.
Dierckx créé des décorations murales pour l'exposition universelle d'Anvers en 1894 et remporte une médaille d'or à l'Exposition universelle de Bruxelles de 1910. L'artiste peint des scènes intimes, des intérieurs, des paysages, influencés par le peintre Jozef Israëls. Il est membre de l'Académie des Beaux-Arts d'Anvers.